# Rio Valparaíso
Rio Valparaíso är ett vattendrag i Brasilien.   Det ligger i delstaten Acre, i den västra delen av landet, 2 800 km väster om huvudstaden Brasília.
I omgivningarna runt Rio Valparaíso växer i huvudsak städsegrön lövskog. Runt Rio Valparaíso är det glesbefolkat, med 10 invånare per kvadratkilometer.